# Ringleben
Ringleben es una localidad del municipio de Bad Frankenhausen/Kyffhäuser, en el distrito de Kyffhäuser, en el estado federado de Turingia (Alemania), a una altitud de 125 metros. Su población a finales de 2016 era de unos 800 habitantes.
Se encuentra ubicado a poca distancia al sur de la frontera con el estado de Sajonia-Anhalt, unos 10 km al noreste de la capital municipal Bad Frankenhausen.
Se conoce su existencia desde el año 786, cuando se menciona con el nombre de Rinkelebo. El pueblo perteneció sucesivamente a los condes de Stolberg, los señores de Heldrungen y los condes de Schwarzburgo. Antes de la unificación de Turingia en 1920, pertenecía a Schwarzburgo-Rudolstadt. Fue municipio hasta el 1 de enero de 2019, cuando junto con el vecino municipio de Ichstedt se incorporó al término municipal de la ciudad de Bad Frankenhausen.